# Dubbel mersennegetal
Een dubbel mersennegetal is een mersennegetal dat de vorm aanneemt van
{\displaystyle M_{M_{p}}=2^{2^{p}-1}-1}
waarin p een priemgetal is.

## Voorbeelden
De eerste vier dubbele mersennegetallen zijn bovendien priemgetallen. 
{\displaystyle M_{M_{2}}=M_{3}=7}
{\displaystyle M_{M_{3}}=M_{7}=127}
{\displaystyle M_{M_{5}}=M_{31}=2147483647}
{\displaystyle M_{M_{7}}=M_{127}=170141183460469231731687303715884105727}

## Dubbele mersennepriemgetallen
Een dubbel mersennegetal dat alleen deelbaar is door zichzelf en 1 wordt een dubbel mersennepriemgetal genoemd. Omdat een Mersennegetal alleen priem kan zijn als p (in 2p−1) ook priem is, is een dubbel mersennepriemgetal alleen priem als Mp ook priem is.
| {\displaystyle p} | {\displaystyle M_{p}=2^{p}-1} | {\displaystyle M_{M_{p}}=2^{2^{p}-1}-1} |
| ----------------- | ----------------------------- | --------------------------------------- |
| 2                 | 3                             | Priemgetal                              |
| 3                 | 7                             | Priemgetal                              |
| 5                 | 31                            | Priemgetal                              |
| 7                 | 127                           | Priemgetal                              |
| 11                | Geen priemgetal               | —                                       |
| 13                | 8.191                         | Geen priemgetal                         |
| 17                | 131.071                       | Geen priemgetal                         |
| 19                | 524.287                       | Geen priemgetal                         |
| 23                | Geen priemgetal               | —                                       |
| 29                | Geen priemgetal               | —                                       |
| 31                | 2.147.483.647                 | Geen priemgetal                         |
| 37                | Geen priemgetal               | —                                       |
| 41                | Geen priemgetal               | —                                       |
| 43                | Geen priemgetal               | —                                       |
| 47                | Geen priemgetal               | —                                       |
| 53                | Geen priemgetal               | —                                       |
| 59                | Geen priemgetal               | —                                       |
| 61                | 2.305.843.009.213.693.951     | Niet bekend                             |

De volgende kandidaat voor een dubbel mersennepriemgetal ({\displaystyle M_{M_{61}}} of {\displaystyle 2^{2305843009213693951}-1}) is veel te groot voor huidige priemgetaltests.